# Eva Adamczyková
Eva Adamczyková (n. 28 aprilie 1993, Vrchlabí⁠(d), Hradec Králové, Cehia) este o sportivă ce a reprezentat Cehia, medaliată olimpică. A participat la 2 ediții ale Jocurilor Olimpice (2014, 2018) în care a câștigat o medalie de aur și o medalie de bronz.